# Fentale
El Fentale, també anomenat Fantale, Fantali o Fantalle, és un estratovolcà situat a la Gran Vall del Rift, a Etiòpia.

## Geografia
El Fentale es troba al centre d'Etiòpia, a l'extrem sud-oest de la depressió d'Àfar, a la Gran Vall del Rift. Es troba a la regió d'Oròmia, a l'est de la capital Addis Abeba i l'oest de la ciutat d'Awash. El seu cim s'eleva fins als 2.007 msnm, amb una caldera el·líptica de 4,5 quilòmetres de llargada per 2,5 quilòmetres d'amplada i 500 metres de profunditat.
L'estratovolcà està format principalment per laves fluides de riolita i obsidiana, amb algun tuf, així com per laves de traquita i obsidiana al fons de la caldera.

## Erupcions
Només es coneixen dues erupcions del Fentale en temps històrics. La primera va tenir lloc al segle xiii, quan un flux de lava va destruir un poble d'Abissínia al sud. La segona va tenir lloc el 1820, al flanc sud-oest del volcà, així com a la caldera, i va emetre dues colades de lava amb un volum de 25 milions de m³.